# Annie Moore
Anna "Annie" Moore (24 d'abril de 1877 - 6 de desembre de 1924) fou una immigrant irlandesa, essent el primer immigrant als Estats Units a passar per la inspecció federal d'immigrants a l'estació d'Ellis Island al port de Nova York.

## Emigració
Moore va arribar des del comtat de Cork, Irlanda, a bord del vaixell de vapor Nevada el 1892. Els seus germans, Anthony i Philip, que viatjaven amb ella, acabaven de complir 15 i 12 anys, respectivament. Com a primera persona que es va processar a la instal·lació recentment oberta, se li va lliurar una moneda d'or de 10 dòlars nord-americans.

## Família
Els pares de Moore, Matthew i Julia, havien arribat als Estats Units el 1888 i vivien al número 32 del carrer Monroe de Manhattan. Annie es va casar amb un fill d'immigrants catòlics alemanys, Joseph Augustus Schayer (1876-1960), venedor del mercat de peixos Fulton de Manhattan, amb qui va tenir almenys onze fills. Va morir d'insuficiència cardíaca el 6 de desembre de 1924 i està enterrada al cementiri Calvary, Queens. La seva tomba no marcada anteriorment es va identificar a l'agost del 2006. L'11 d'octubre del 2008 es va celebrar una cerimònia de dedicació al Calvary, en la qual es va inaugurar un marcador per a la seva tomba, una creu celta feta de pedra blava irlandesa. Va tenir 11 fills, dels quals cinc van sobreviure a l'edat adulta, i tres d'ells van tenir fills.

## Llegat

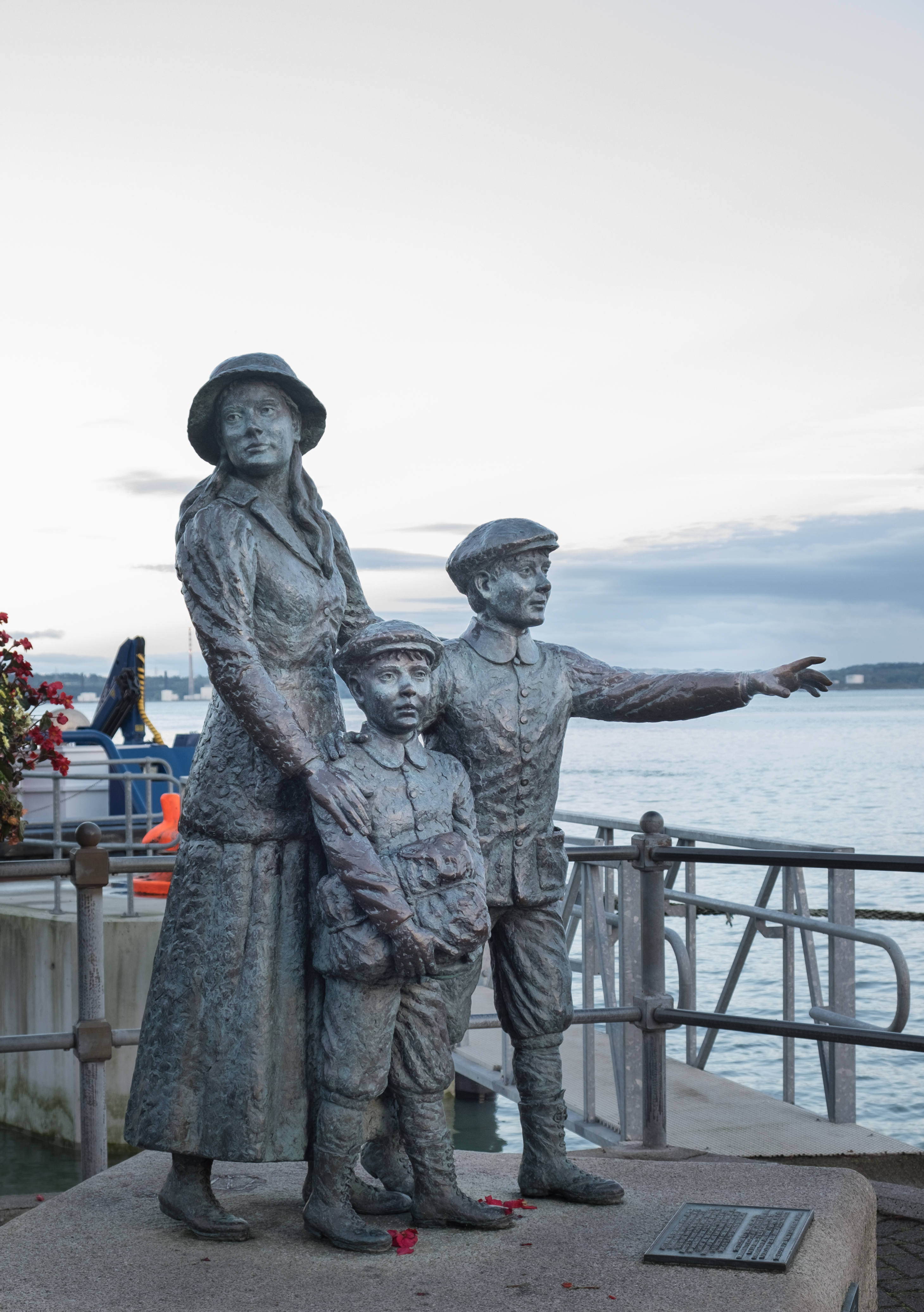
Estàtua d'Annie Moore i els seus germans al moll de Cobh, Irlanda.

- L'Irish American Cultural Institute presenta un premi Annie Moore anual «a una persona que ha fet contribucions significatives a la comunitat i al llegat irlandès i/o irlandès americà».
- La història d'Annie Moore s'explica a la cançó «Isle of Hope, Isle of Tears», escrita per Brendan Graham. La cançó ha estat interpretada per Ronan Tynan i per The Irish Tenors, dels quals Tynan era membre anterior. Altres artistes que interpreten la cançó són Seán Keane, Seán & Dolores Keane, Daniel O'Donnell, Celtic Thunder, el tenor irlandès Emmet Cahill, Celtic Woman, Hayley Griffiths, Tommy Fleming i The High Kings.
- Annie Moore és honrada per dues estàtues esculpides per Jeanne Rynhart. Un es troba al Cobh Heritage Centre (abans Queenstown), el seu port de sortida, i un altre a Ellis Island, el seu port d'arribada. La imatge pretén representar els milions que van passar per Ellis Island a la recerca del somni americà.
- Annie és un programa que porta el nom d'Annie Moore. Desenvolupat a l'Institut Politècnic Worcester de Massachusetts, a la Universitat de Lund a Suècia i a la Universitat d'Oxford a Gran Bretanya, el programari utilitza el que es coneix com un algorisme de coincidència per assignar refugiats que no tinguin cap vincle amb el país d'acollida a les seves noves cases.